# Bertha Marion Lahman
Bertha Marion Sherwood de Lahman ( 1872 -1950 ) fue una botánica, microbióloga estadounidense, habiendo trabajado con la familia Cactaceae

## Algunas publicaciones

### Libros
- Oklahoma Cactuses

## Honores

### Eponimia
- (Brassicaceae) Lesquerella sherwoodii Peck[2]
- La abreviatura «Lahman» se emplea para indicar a Bertha Marion Lahman como autoridad en la descripción y clasificación científica de los vegetales.[3]